# Pliska
Pliska (bułg. Плиска) – niewielkie (ok. 1062 mieszkańców) miasteczko w północno-wschodniej Bułgarii, w okolicach Szumenu.

## Historia
- w latach 681–893 stolica i główny ośrodek wojskowy, kulturalny, ekonomiczny i religijny założonego przez Protobułgarów państwa;
- 811 – zburzenie miasta przez bizantyjskiego cesarza Nicefora;
- 893 – stolica została przeniesiona do Presławia, początek upadku miasta
- XIV wiek – wyludnienie i opuszczenie miasta
- 1886 – odnalezienie ruin miasta przez czeskiego badacza Konstantina Jirečka.

## Stanowisko archeologiczne
Niedaleko współczesnych zabudowań wsi Aboba istnieją pozostałości średniowiecznej stolicy chanów protobułgarskich, z zachowanymi fundamentami monumentalnych budynków z VII–IX w. Miasto razem z przyległym podgrodziem zajmowało obszar o powierzchni 23 km² i kształcie wydłużonego, nieregularnego prostokąta. Do najważniejszych ruin budynków należą tzw. Wielki Pałac, mieszczący niegdyś salę tronową chanów protobułgarskich, Mały Pałac, stanowiący niegdyś prywatną rezydencję chanów, oraz tzw. Wielka Bazylika, ogromna trzynawowa świątynia o wymiarach 100 na 30 m, zbudowana przez księcia Borysa I po przyjęciu przez niego chrześcijaństwa w drugiej połowie IX w.